# Task & Purpose
Task & Purpose ist ein 2014 gegründetes US-amerikanisches Online-Nachrichtenmagazin. Der Themenschwerpunkt des Magazins liegt im Bereich Militär und Verteidigung. Es behandelt thematisch hauptsächlich die Streitkräfte der Vereinigten Staaten und die Verteidigung im Allgemeinen. Im Jahr 2018 hatte Task & Purpose monatlich etwa 2,5 Millionen Leser.

## Geschichte
Das 2014 von Veteranen der US-Streitkräfte gegründete Nachrichtenmagazin Task & Purpose ging ursprünglich aus der Jobbörse für ehemalige US-Soldaten HirePurpose hervor.
Im August 2018 trat der damalige Chefredakteur Adam Weinstein zurück, nachdem der CEO des Unternehmens Zachary Iscol versucht hatte, auf redaktionelle Inhalte Einfluss zu nehmen und Artikeländerungen durchzusetzen um das Magazin für eine konservative Leserschaft attraktiver zu machen. Weinstein warf Iscol in diesem Zusammenhang eine unangemessene Einflussnahme auf die Binnenpluralität vor. Im Oktober desselben Jahres wurde ein Veteran der US-Marines und im November 2022 ein Veteran der United States Army Rangers zum Chefredakteur berufen.
Im Jahr 2019 berichtete Task & Purpose über den Fall des ehemaligen Navy Seals und mutmaßlichen Kriegsverbrechers Eddie Gallagher sowie der Verleihung der Navy & Marine Corps Achievement Medal an verschiedene Verfahrensbeteiligte. Infolge dieser Berichterstattung wurde vier, der am Kriegsgerichtsverfahren beteiligten Staatsanwälte sowie weiteren vier Rechtsanwälten, die zuvor verliehene Navy & Marine Corps Achievement Medal aberkannt.
Im Oktober 2020 wurde Task & Purpose an die North Equity LLC veräußert.

## Autoren
Neben beispielsweise Barack Obama und John McCain schreiben etwa 500 weitere Autoren, mit vorwiegend militärischem Hintergrund, Beiträge für Task & Purpose.